# 拉赫曼·马利克
阿卜杜勒·拉赫曼·马利克（1951年12月12日—2022年2月23日），巴基斯坦政治人物，2008年至2013年担任巴基斯坦内政部部长。
在进入巴基斯坦政坛之前，马利克在巴基斯坦联邦调查局（FIA）工作，于1993年至1996年担任巴基斯坦联邦调查局局长。在担任局长期间，他协调了巴基斯坦国内外成功的反恐行动，包括1995年将拉姆齐·优素福逮捕并引渡到美国。在被解除职务后，马利克搬到了英国，并加入了巴基斯坦人民党平台开始了政治活动。
2004年至2007年，马利克担任贝娜齐尔·布托的安全负责人，并成为巴基斯坦人民党中央执行委员会的高级官员。马利克在2008年参加巴基斯坦大选后，被时任巴基斯坦总理优素福·拉扎·吉拉尼任命为顾问，并最终被任命为内政部长。 2013年，在巴基斯坦最高法院对双重国籍案件的听证后，他失去了部长的职务，并导致其同年从巴基斯坦参议院辞职。